# Podizna platforma
Podizna platforma u prvom redu služi da sigurno drži predmete ili osobe na nekoj odabranoj visini. Među podizne platforme ubrajaju se podizni stolovi, pretovarne platforme i radne platforme.

## Podizni stol
Podizni stol izravnava visinske razlike pri posluživanju strojeva dijelovima koji se na njima obrađuju. Često se podiže sustavom škara koje pokreće hidraulički cilindar. Za manje učine hidraulički kružni tok osigurava se ručnim ili nožnim pogonom, a za veće elektromotornim. Uobičajena nosivost podiznih stolova iznosi od 0,5 do 5 tona, a onih teških i do 50 tona. Uobičajene su visine dizanja do oko 1,45 metara.

## Pretovarna rampa
Pretovarna rampa podiže i spušta teret između poda i površine pri pretovaru na vozilima ili na utovarnoj rampi. Nosivost pretovarnih platformi iznosi od 0,5 do 20 tona, a visina dizanja od 1,5 do 2,5 metra. Vodilice su platforme u jednom ili dva stupa, a platforma se podiže ili spušta pomoću podiznog užeta ili hidraulički. 

## Radna platforma
Radna platforma podiže radnike do visokih mjesta gdje treba obaviti kratkotrajne poslove održavanja, popravaka i čišćenja, ili manje montažne radove. Nosivost je radnih platformi od 120 do 500 kilograma, tako da se na njih mogu smjestiti od 1 do 4 radnika s potrebnim alatom. Visine dizanja iznose od 3 do 15 metara (ponekad i do 30 metara). Manje se platforme podižu ručno pomoću vijčanog vretena ili hidrauličkog cilindra, a veće imaju motorni pogon, najčešće s hidrauličkim prijenosom sila na pokretne dijelove. Za visine dizanja veće od 5 metara vrlo se često upotrebljavaju teleskopski podizni stupovi.